# Vöröscsőrű bivalymadár
A vöröscsőrű bivalymadár vagy vöröscsőrű bivalyszövő (Bubalornis niger) a madarak osztályának verébalakúak (Passeriformes) rendjébe és a szövőmadárfélék (Ploceidae) családjába tartozó faj.

## Rendszerezése
A fajt Andrew Smith skót ornitológus írta le 1836-ban.

## Alfajai
- Bubalornis niger intermedius (Cabanis, 1868)
- Bubalornis niger militaris Clancey, 1977
- Bubalornis niger niger A. Smith, 1836[2]

## Előfordulása
Kelet- és Dél-Afrikában, Angola, Botswana, Etiópia a Dél-afrikai Köztársaság, Dél-Szudán, Kenya, Namíbia, Mozambik, Uganda, Ruanda, Szváziföld, Szomália, Tanzánia, Zambia és Zimbabwe területén honos. Természetes élőhelyei a szubtrópusi vagy trópusi száraz cserjések és szavannák. Állandó, nem vonuló faj.

## Megjelenése
Testhossza 22 centiméter, testtömege 60–100 gramm. A szövőmadárfélék családjának egyik legnagyobb testű képviselője. Tollazata fekete színű, az elülső szárnyevezőtollak feketék. Fő elkülönítő bélyege a közeli rokon fehércsőrű bivalymadártól (Bubalornis albirostris) vörös színű csőre, szemben annak fehér csőrével. Szeme barna, lábai vörösesbarnák.
|  |

## Életmódja
Elsősorban magvakkal, gyümölcsökkel és rovarokkal táplálkozik. Utóbbiakat főleg a szaporodási időszakban fogyasztja nagyobb mértékben.

## Szaporodása
A bivalymadarak egyedülálló tulajdonsága  a madárvilágban, hogy úgynevezett „álpénisz”-szel rendelkeznek. ezzel stimulálják a tojókat a párzásra.
A hímek a szavanna valamely nagyobb fájának szélső koronaágaira függesztik fel tüskés ágakból épített, himbálódzó fészküket és ide igyekeznek becsalogatni a tojókat. Több hím közösen építi meg a fészket, mely így akár 3 méter magas és 4,5 méter széles is lehet. Egy ilyen nagyobb fészektelepen akár 100 madár is élhet együtt. De a telepen belül minden hímnek megvan a maga tulajdonrésze.  
A tojók kiválasztják a nekik alkalmasnak tűnő fészket és abban alakítják ki a fészekkamrát, melyet száraz fűvel és levelekkel bélelnek ki. Ide rakják 3-4 tojásukat, melyeket egymaguk költenek ki.
|  |

## Természetvédelmi helyzete
Az elterjedési területe rendkívül nagy, egyedszáma pedig stabil. A Természetvédelmi Világszövetség Vörös listáján nem fenyegetett fajként szerepel.

## Fordítás
- Ez a szócikk részben vagy egészben  a   Büffelweber című német Wikipédia-szócikk ezen változatának fordításán alapul.  Az eredeti cikk szerkesztőit annak laptörténete sorolja fel. Ez a jelzés csupán a megfogalmazás eredetét és a szerzői jogokat jelzi, nem szolgál a cikkben szereplő információk forrásmegjelöléseként.